# Morpeth Town AFC
Morpeth Town AFC (celým názvem: Morpeth Town Association Football Club) je anglický fotbalový klub, který sídlí ve městě Morpeth v nemetropolitním hrabství Northumberland. Založen byl v roce 1894. Od sezóny 2018/19 hraje v Northern Premier League Division One East (8. nejvyšší soutěž). Klubové barvy jsou zlatá a černá.
Své domácí zápasy odehrává na stadionu Craik Park.

## Získané trofeje
- FA Vase ( 1× )
  - 2015/16
- Northumberland Senior Cup ( 1× )
  - 2006/07

## Úspěchy v domácích pohárech
Zdroj: 
- FA Cup
  - 4. předkolo: 1998/99
- FA Vase
  - Vítěz: 2015/16

## Umístění v jednotlivých sezonách
Stručný přehled
Zdroj: 
- 1976–1988: Northern Football Alliance
- 1988–1994: Northern Football Alliance (Premier Division)
- 1994–1996: Northern Football League (Division Two)
- 1996–2010: Northern Football League (Division One)
- 2010–2013: Northern Football League (Division Two)
- 2013–2018: Northern Football League (Division One)
- 2018– : Northern Premier League (Division One East)

Jednotlivé ročníky
Zdroj: 
Legenda: Z - zápasy, V - výhry, R - remízy, P - porážky, VG - vstřelené góly, OG - obdržené góly, +/- - rozdíl skóre, B - body, červené podbarvení - sestup, zelené podbarvení - postup, fialové podbarvení - reorganizace, změna skupiny či soutěže
| Sezóny  | Liga                                        | Úroveň | Z  | V  | R  | P  | VG  | OG  | +/- | B   | Pozice |
| ------- | ------------------------------------------- | ------ | -- | -- | -- | -- | --- | --- | --- | --- | ------ |
| 2009/10 | Northern Football League (Division One)     | 9      | 42 | 7  | 6  | 29 | 49  | 110 | -61 | 27  | 21.    |
| 2010/11 | Northern Football League (Division Two)     | 10     | 38 | 4  | 3  | 31 | 47  | 145 | -98 | 15  | 20.    |
| 2011/12 | Northern Football League (Division Two)     | 10     | 42 | 22 | 10 | 10 | 78  | 54  | +24 | 76  | 4.     |
| 2012/13 | Northern Football League (Division Two)     | 10     | 42 | 25 | 10 | 7  | 108 | 51  | +57 | 85  | 3.     |
| 2013/14 | Northern Football League (Division One)     | 9      | 44 | 13 | 10 | 21 | 73  | 78  | -5  | 49  | 17.    |
| 2014/15 | Northern Football League (Division One)     | 9      | 42 | 19 | 13 | 10 | 90  | 70  | +20 | 70  | 8.     |
| 2015/16 | Northern Football League (Division One)     | 9      | 42 | 24 | 5  | 13 | 89  | 64  | +25 | 77  | 4.     |
| 2016/17 | Northern Football League (Division One)     | 9      | 42 | 32 | 5  | 5  | 136 | 56  | +80 | 101 | 2.     |
| 2017/18 | Northern Football League (Division One)     | 9      | 42 | 30 | 7  | 5  | 117 | 52  | +65 | 97  | 2.     |
| 2018/19 | Northern Premier League (Division One East) | 8      | 38 |    |    |    |     |     |     |     |        |